# پلیس متروپولیتن
سازمان پلیس متروپولین (MPS)، که هنوز با نام سابقش، پلیس متروپولین شناخته می‌شود، نیروی پلیس لندن بزرگ هست. همچنین پلیس متروپولیتن مسئول انجام مأموریت‌های خاصی در طول بریتانیا هست؛ از قبیل مبارزه با تروریسم، و حفاظت از اشخاص خاص مانند خانواده سلطنتی، مقامات دولتی و دیگر اشخاص سرشناس.
مقر اولیه پلیس متروپولیتن در قرن نوزدهم، واقع در گریت اسکاتلندیارد، وایت‌هال بود و به همین دلیل پلیس متروپولیتن با نام اسکاتلندیارد نیز شناخته می‌شود. مقر فعلی پلیس متروپولیتن در نیواسکاتلندیارد در خیابان ویکتوریا امبانکمت هست.